# Исламска архитектура
Исламска архитектура обухвата архитектонске стилове зграда повезаних са исламом. Обухвата и секуларне и религиозне стилове од ране историје ислама до данас. Исламски свет обухвата широко географско подручје које се историјски креће од западне Африке и Европе до источне Азије. Одређене сличности деле исламски архитектонски стилови у свим овим регионима, али су током времена различити региони развили сопствене стилове према локалним материјалима и техникама, локалним династијама и покровитељима, различитим регионалним центрима уметничке продукције, а понекад и различитим верским опредељењима.
На рану исламску архитектуру утицала је римска, византијска, иранска и месопотамска архитектура и све друге земље које су освојене током раних муслиманских освајања у седмом и осмом веку. Даље на истоку, било је утицаја кинеске и индијске архитектуре, док се ислам ширио на јужну и југоисточну Азију. Касније су развијене изразите карактеристике у виду грађевина и у декорацији површина исламском калиграфијом, арабескама и геометријским мотивима. Измишљени су нови архитектонски елементи као што су минарети, мукарне и вишекрилни лукови  Уобичајени или важни типови зграда у исламској архитектури укључују џамије, медресе, гробнице, палате, хамама (јавна купатила), суфијске хоспиције (нпр. текије или завије), фонтане и себиље, комерцијалне зграде (нпр. караван-сараји и базари) и војне утврде.

## Рана историја (до 10. века)

### Порекло
Исламска ера је почела формирањем ислама под Мухамедовим вођством у Арабији током раног 7. века. Прва џамија је била грађевина коју је Мухамед саградио у Медини 622. године, одмах након његове хиџре (сеобе) из Меке, што одговара месту данашње Пророкове џамије (al-Masjid an-Nabawi). Обично се описује као његова кућа, али је можда од почетка била осмишљена да служи као центар заједнице. Састојала се од једноставне дворишне конструкције зидане непеченом циглом, правоугаоног, скоро квадратног тлоцрта, димензија око 53 пута 56 метара. На северној страни дворишта, у правцу молитве ( кибла ), који је у почетку био према Јерусалиму, стајао је засјењени тријем ослоњен на стабла палми. Када је кибла 624. године окренута ка Меки, на јужној страни је додан сличан портик, окренут према граду. Мухамед и његова породица живели су у одвојеним просторијама које су биле припојене џамији, а сам Мухамед је сахрањен у једној од ових просторија након своје смрти 632. У остатку 7. века и у 8. веку џамија је више пута проширена тако да укључује велику молитвену салу са равним кровом подржану стубовима (хипостилна сала), са централним двориштем. Објекат је постао  један од главних модела за ране џамије изграђене на другим местима. Научници се углавном слажу да је, осим Мухамедове џамије/куће, архитектура Арапског полуострва изгледа имала само ограничену улогу у формулисању касније исламске архитектуре.
Пре почетка арапско-муслиманских освајања у 7. веку, две главне силе на Блиском истоку и у источном медитеранском свету биле су Византијско (Источноримско) царство и Сасанидско царство. Обе империје су неговале своје главне архитектонске традиције. На границама између ова два царства – у пустињским и степским регионима Сирије, Палестине, Месопотамије и северне Арабије – биле су две арапске племенске државе клијенти: Лакхмиди, који су били клијенти Сасанијана и имали су главни град у Ал-Хири (у данашњи Ирак) и Гасанида, који су били клијенти Византинаца и штитили су њихове источне границе  Ове две арапске династије биле су значајни заштитници архитектуре у својим регионима. Њихова архитектура није добро проучена због оскудице препознатљивих остатака данас, али су позајмили и прилагодили архитектуру својих византијских и сасанидских сузерена. Неке од њихових грађевина су познате из археолошких налаза или историјских текстова, као што су Лакхмидске палате Хаварнак и Ал-Садир у ал-Хири, Гасанидска црква са мозаичким украсима у Нитилу (близу Мадабе ) и Гасанидска сала за публику уграђена у каснију сеоску резиденцију Омајада у Русафи.  Култура и архитектура Лакхмида и Гасанида су вероватно одиграли накнадну улогу у преношењу и филтрирању архитектонских традиција сасанидског и византијског/римског света каснијим арапским исламским династијама које су успоставиле своје политичке центре у истим регионима.
Када су се рана арапско-муслиманска освајања проширила са Арапског полуострва у 7. веку и напредовала широм Блиског истока и северне Африке, на освојеним територијама су основани нови гарнизонски градови, као што су Фустат у Египту и Куфа у данашњем Ираку. Централне саборне џамије ових градова грађене су у хипостилском формату. У другим градовима, посебно у Сирији, нове џамије су основане претварањем или заузимањем делова постојећих цркава у постојећим градовима, као на пример у Дамаску и Хами. Ове ране џамије нису имале мунаре, иако су мала склоништа можда била изграђена на крововима како би заштитили мујезина док је езан.

### Омајадско и Абасидско доба
Омајадски калифат (661–750) комбиновао је елементе византијске и сасанидске архитектуре, али је архитектура Омајада увела нове комбинације ових стилова. Поновна употреба елемената класичне римске и византијске уметности је и даље била очигледна јер је политичка моћ и покровитељство били усредсређени у Сирији, бившој римској/византијској провинцији. Чини се да су неке бивше структуре Гасанида поново коришћене и модификоване током овог периода.  Међутим, дошло је до значајне количине експериментисања пошто су Омајадски покровитељи регрутовали занатлије из целог царства, а архитектама је било дозвољено, или чак подстицано, да мешају елементе из различитих уметничких традиција и да занемаре традиционалне конвенције и ограничења. Делимично као резултат тога, Омајадска архитектура се одликује обимом и разноврсношћу украса, укључујући мозаике, зидно сликарство, скулптуру и резбарене рељефе. Док су фигуралне сцене биле нарочито присутне у споменицима као што је Кусаир 'Амра, нефигурални украси и апстрактније сцене постали су веома популарни, посебно у религиозној архитектури.
Омајади су први додали михраб дизајну џамије. Први михраб се наводно појавио у Мухамедовој џамији у Медини када ју је обновио ал-Валид И 707. године. Чини се да је представљало место на коме је Посланик стајао док је водио молитву. Ово је скоро одмах постало стандардна карактеристика свих џамија. У хипостилним џамијама Омајади су такође увели традицију да „наос” или пролаз испред михраба буду шири од осталих, деле просторију за молитву дуж њене централне осе. Неколико великих раних споменика исламске архитектуре изграђених под Омајада укључују Куполу на стени у Јерусалиму (градитеља калифа Абд ел Малик) и Велику џамију у Дамаску (саградио је ал Валид I). Џамију Ел Акса на Харам ал-Шарифу у Јерусалиму, коју је такође обновио ал Валид I, заменивши ранију једноставну структуру изграђену око 670. И џамија ал-Акса и Велика џамија у Дамаску имале су хипостилну дворану и куполу изнад простора испред михраба, и обе су биле утицајне на дизајн каснијих џамија на другим местима. Један број палата из овог периода је такође делимично опстао или је откопан од стране археолога у модерно доба. Потковичасти лук се први пут појављује у архитектури Омајада, да би касније еволуирао до свог најнапреднијег облика у Ал Андалузу (Иберијско полуострво).
На абасидску архитектуру Абасидског калифата (750–1513) посебно је утицала сасанидска архитектура, која је садржала елементе присутне још од древне Месопотамије. Запажени су и други утицаји попут древне согдијске архитектуре у централној Азији. Ово је делимично био резултат померања политичког центра калифата даље на исток у нови главни град Багдад, у данашњем Ираку. Карактеристике из периода касног Омајада, као што су сводови, резбарене штукатуре и осликана зидна декорација, настављене су и разрађене у периоду Абасида. Све абасидске џамије су пратиле план дворишта са хипостилним халама. Најранија је џамија коју је калиф ел Мансур саградио у Багдаду (од када је уништена). Док је порекло минарета неизвесно, верује се да су се први прави минарети појавили у овом периоду. Неколико абасидских џамија изграђених почетком деветог века имале су торњеве мунаре које су стајале на северним крајевима зграде, наспрам централног михраба. Међу најпознатијим од њих је минарет Малвиа, самостална кула са "спиралном" формом изграђена за Велику џамију у Самари.

### Рани регионални стилови
Након збацивања Омајадског калифата 750. године од стране Абасида, нова грана династије Омајада успела је да преузме контролу над Ал-Андалусом 756. године, стварајући Кордобски емират и достигавши врхунац своје моћи током калифата у Кордоби у 10. век. Велика џамија у Кордоби, изграђена 785–786, означава најранији велики споменик маурске архитектуре на Иберијском полуострву (Ал-Андалус). Овај стил архитектуре успостављен у Ал-Андалусу такође је у великој мери делио са архитектуром западне северне Африке (Магреб), из које ће касније настати империје у региону и допринети његовој уметничкој еволуцији. Оригинална Велика џамија у Кордоби била је позната по својој јединственој хипостилној дворани са низовима двослојних двобојних лукова, који су се понављали и одржавали у каснијим проширењима зграде. Џамија је више пута проширена, са проширењем ел Хакама II (р. 961–976) уводећи важне естетске иновације као што су испреплетени лукови и ребрасте куполе, које су имитиране и разрађене у каснијим споменицима у региону. Изградњом Мадинат ел Захра, нове престонице и монументалног града-палате у 10. веку, створен је и важан комплекс краљевске архитектуре и покровитељства. Мањи споменици, као што су рани облик џамије Каравиииин у Фезу (данашњи Мароко) и џамија Баб ел Мардум у Толеду, показују распрострањеност истих стилских елемената широм региона.
Након свог почетног врхунца моћи, Абасидски калифат се у 9. веку делимично поделио на регионалне државе које су биле формално послушне калифима у Багдаду, али су биле де фацто независне. Аглабиди у Ифрикији (отприлике данашњи Тунис) били су и сами значајни покровитељи архитектуре, одговорни за обнову и Велике џамије у Каируану (коју је првобитно основао Укба ибн Нафи 670. године) и џамије Заитуна у Тунису у већини њихових садашњих облика, као и за изградњу бројних других објеката у региону. У Египту је Ахмад ибн Тулун успоставио краткотрајну династију, Тулуниде, и себи изградио нову престоницу и нову џамију, познату као Ибн Тулун џамија, која је била завршена 879. Био је под јаким утицајем абасидске архитектуре у Самари и остаје један од најистакнутијих и најбоље очуваних примера архитектуре из 9. века из Абасидског калифата.
У 10. веку Фатимидски калифат је дошао на власт у Ифрикији, где је изградио нову утврђену престоницу у Махдији. Године 970. Фатимиди су преместили свој центар моћи у Египат и основали нову престоницу, Каиро. Фатимидска архитектура у Египту је пратила тулунидске технике и користила сличне материјале, али је такође развила неке своје. Прва фатимидска конгрегација џамија у Каиру била је џамија ал-Азхар, основана у исто време када и град (970), који је постао духовни центар за исмаили шиитски огранак ислама. Други значајни споменици укључују велику џамију Ел-Хаким (основана 990. под ел Азизом, али завршена око 1013. под ел Хакимом), малу џамију Акмар (1125.) са богато украшеном уличном фасадом и куполасти Мешхад Сајјида Рукајја (1133), позната по свом михрабу од детаљно изрезбарених штукатура. Под моћним везиром Бадром ал-Џамалијем (р. 1073–1094), градске зидине су обновљене у камену заједно са неколико монументалних капија, од којих су три преживела до данас: Баб ал-Футух, Баб ал-Наср, и Баб Зувејла).

## Карактеристике

### Вртови
Вртови и вода вековима су играли суштинску улогу у исламској култури и често се упоређују са рајским вртом. Поређење потиче из Ахеменидског царства . У свом дијалогу „ Оецономицус ”, Ксенофонт наводи Сократа да исприча причу о посети спартанског генерала Лисандра персијском принцу Киру Млађем, који Грку показује свој „Рај у Сарду”. Класични облик Персијског рајског врта, или чарбаха, састоји се од правоугаоног наводњаваног простора са узвишеним стазама, које деле башту на четири дела једнаке величине:
Неколико вртова у Ирану уписани су као део Светске баштине Унеска. Велики рајски вртови се такође налазе у Таџ Махалу ( Агра) и Хумајуновој гробници (Њу Делхи), у Индији; Схалимар Гарденс ( Лахоре, Пакистан) или у Алхамбри и Генералифе у Гранади, Шпанија.

### Дворишта
У архитектури муслиманског света дворишта се налазе у световним и верским структурама.

### Хипостил сала
Сматра се да хипостил, односно отворена сала ослоњена на стубове, потиче из архитектонских традиција Персијских скупштинских сала ( ападана ) из периода Ахеменида . Ова врста грађевине потиче од базилике у римском стилу са суседним двориштем окруженим колонадама, попут Трајановог форума у Риму. Из грчке агоре развио се римски тип грађевине. У исламској архитектури хипостилна сала је главна карактеристика хипостилне џамије. Једна од најранијих хипостилних џамија је џамија Тарикханех у Ирану, која датира из осмог века.
Неки научници рану хипостилну џамију са двориштем називају „арапским планом” или џамијом „арапског типа”. Такве џамије су грађене углавном под династијама Омајада и Абасида; касније је, међутим, једноставност оваквог плана ограничила могућности за даљи развој, и као резултат тога, ове џамије су постепено испале из популарности у неким регионима.
У исламским грађевинама, сводови прате два различита архитектонска стила: Док архитектура Омајада на западу наставља сиријске традиције шестог и седмог века, источна исламска архитектура је углавном била под утицајем сасанидских стилова и облика.

#### Омајадски дијафрагмни лукови и бачвасти сводови
У својим сводовима, зграде из периода Омајада показују мешавину древних римских и персијских архитектонских традиција. Дијафрагмирани лукови са надвратним плафонима од дрвета или камених греда, или, алтернативно, са бачвастим сводовима, били су познати на Леванту још од класичног и набатејског периода. Углавном су коришћене за покривање кућа и цистерни. Међутим, архитектонски облик покривања лукова дијафрагме бачвастим сводовима вероватно је недавно уведен из иранске архитектуре, пошто сличан свод није био познат у Билад ел Шаму пре доласка Омајада. Међутим, овај облик је био добро познат у Ирану од раних партских времена, као што је приказано у партским грађевинама у Ашшуру. Најранији познати пример бачвастих сводова који се ослањају на дијафрагмске лукове из архитектуре Омајада познат је из Каср Харане у Сирији. У раном периоду, лукови дијафрагме су грађени од грубо тесаних кречњачких плоча, без потпорних ламела, које су спајане гипсаним малтером. Сводови из каснијег периода су подигнути помоћу претходно обликованих бочних ребара моделованих од гипса, који су служили као временска оплата за вођење и центрирање свода. Ова ребра, која су после остала у конструкцији, не носе никакво оптерећење. Ребра су унапред изливана на траке од тканине, чији се утисак и данас може видети на ребрима. Сличне структуре су познате из сасанидске архитектуре, на пример из палате Фирузабад. Сводови овог типа из периода Омајада пронађени су у цитадели Амана и у Касаир Амри.

#### Ајван
Ајван је дворана која је ограђена са три стране и отворена са једне стране. Обично је покривен трезором, иако то може да варира. Ова карактеристика је била присутна у сасанидској архитектури, иако је њено тачно порекло старије и још увек се расправља. Касније је уграђен у исламску архитектуру. Његова употреба је постала чешћа и раширенија под Селџуцима у 10. веку. Ајвани су коришћени на различите начине и распоређени на различитим позицијама у односу на остатак зграде. Налазе се у многим врстама зграда, укључујући џамије, медресе, палате и караван-сараје. Уобичајени распоред је план са четири ајвана.
Сродни персијски израз, pishtaq, означава улазни портал (понекад јван) који излази са фасаде зграде, често украшен калиграфским тракама, глазираним плочицама и геометријским шарама.

### Куполе

#### Куполе у Ирану и Централној Азији
Због своје дуге историје изградње и поновне изградње, која се протеже од периода Абасида до династије Кајар, и свог одличног стања очуваности, Саборна џамија у Исфахануу пружа преглед експеримената које су исламски архитекти спроводили са компликованим сводовима.
У сасанидској архитектури је већ био познат систем тромпа, који представља конструкцијско попуњавање горњих углова квадратне просторије како би се формирала основа за примање осмоугаоне или сферне куполе. Сферни троуглови тромпа су подељени на даље поделе или системе ниша, што је резултирало сложеном интеракцијом носећих структура које формирају украсни просторни образац који скрива тежину структуре.
Традиција купола од опеке са двоструком љуском у Ирану је настала у 11. веку. Почетком 15. века, главни тимуридски споменици као што су маузолеј Гур-и Амир и џамија Биби Канум (обе завршене око 1404. године) били су истакнути по коришћењу великих купола са дуплом љуском. Ове куполе су биле састављене од унутрашње шкољке која је била видљива из унутрашњости и веће спољашње шкољке, видљиве споља и често мало другачијег облика. Купола маузолеја Гур-и Амир, најстарија која је преживела до данас, има спољашњи ребрасти профил са траком мукарна око бубња. Међутим, куполе овог облика и стила су вероватно изграђене раније, о чему сведочи маузолеј Султаније у Каиру, који је изграђен раније 1350-их и изгледа да је копирао исти дизајн из иранске традиције.
„Нерадијални ребрасти свод”, архитектонска форма ребрастих сводова са сферичном куполом, карактеристична је архитектонска форма свода исламског истока. Од својих почетака у џамији Јамех у Исфахану, овај облик свода је коришћен у низу важних зграда до периода сафавидске архитектуре. Његове главне карактеристике су:
- четири ребра која се укрштају, понекад удвостручена и укрштена у осмокраку звезду;
- изостављање прелазне зоне између свода и носеће конструкције;
- централна купола или кровни фењер на врху ребрастог свода.

- Купола са шљокицама у палати Ардашир предисламске Персије. Скуинцхес су један од најзначајнијих сасанидских доприноса исламској архитектури.[58]
- Купола маузолеја Гур-и Амир у Самарканду
- Нерадијални ребрасти свод у џамији Јамех у Исфахану
- Купола гробнице Ахмеда Санџара у Мерву
- Горња купола Али Капу, Исфахан

#### Куполе у Јужној Азији
Употреба купола у Јужној Азији почела је оснивањем Делхијског султаната 1204. године. За разлику од отоманских купола, па чак и више од персијских купола, куполе у јужној Азији имају тенденцију да буду више луковичасте. Многе монументалне могулске куполе потичу из иранске традиције. Дизајн Хумајунове гробнице (завршен око 1571–72), укључујући куполу са двоструком шкољком, сугерише да су њени архитекти били упознати са тимуридским споменицима у Самарканду. Централна купола Таџ Махала такође има луковичасти профил и конструкцију са двоструком љуском.
- Поглед на главну куполу Хумајунове гробнице у Делхију
- Купола Таџ Махала у Агри
- Лубучасте куполе Бадшахи џамије у Лахору
- Унутрашњост главне куполе Шахи Хамама у Лахору

#### Луковичасте куполе у Ел Андалусу и Магребу
Велика џамија у Кордоби у Ал-Андалусу је првобитно изграђена са системом аркада са двоструким луком који подржавају равну дрвену таваницу. Стубови аркада су повезани потковичастим луковима који носе стубове од цигала, који су међусобно повезани полукружним луковима. : 40–42 Овај аркадни систем је копиран током каснијих проширења џамије, али је проширење Ал-Хакама II након 961. године такође увело низ китњастих ребрастих купола.  Три куполе обухватају сводове испред зида михраба, док друга покрива подручје које је сада познато по свом шпанском називу, Цапилла де Виллавициоса, који се налази неколико залива пре михраба. У деловима који сада носе ове куполе, биле су потребне додатне потпорне конструкције да издрже потисак купола. Архитекте су овај проблем решиле изградњом лукова који се укрштају. Саме куполе су грађене са осам камених ребара који се укрштају. Уместо да се састају у центру куполе, ребра се пресецају ван центра, остављајући централни простор да заузима мања купола. За куполе испред михраба, ребра чине осмокраку звезду и осмоугаону куполу у средини. За куполу над Capilla de Villaviciosa, ребра остављају централни квадратни простор између њих, са осмоугаоном куполом која је додата преко овога.
Луковичасте куполе џамије-катедрале у Кордоби служиле су као модели за касније џамијске зграде на исламском западу. Око 1000. године нове ере, џамија Баб ал-Мардум у Толеду је изграђена са сличном, осморебрастом куполом, окруженом са осам других ребрастих купола различитог дизајна.  Сличне куполе се такође виде у згради џамије Аљаферије у Сарагоси. Архитектонска форма ребрасте куполе даље је развијена у Магребу, пример тога је централна купола Велике џамије у Тлемсену, ремек-дело Алморавида основане 1082. године.

#### Османске куполе
По узору на постојеће византијске куполе, османска архитектура развила је специфичан облик монументалне, репрезентативне грађевине: широке централне куполе огромних пречника подигнуте су на врху зграде централног плана. Упркос огромној тежини, куполе изгледају практично без тежине. Неке од најсложенијих куполастих зграда саградио је османски архитекта Мимар Синан.
Када су Османлије освојиле Цариград, нашли су разне византијске хришћанске цркве, од којих је највећа и најистакнутија била Аја Софија. Многе цркве су адаптиране у џамије и архитектонски елементи источноримске архитектуре утицали су на османску архитектуру.

Мимар Синан је решио структуралне проблеме куполе Аја Софије конструисањем система централно симетричних стубова са бочним полукуполама, као што је илустрован дизајном Сулејманове џамије (четири стуба са два бочна штитна зида и две полукуполе, 1550– 1557), Рустем-пашина џамија (осам стубова са четири дијагоналне полукуполе, 1561–1563) и Селимије џамија у Једрену (осам стубова са четири дијагоналне полукуполе, 1567/8–1574/5). У историји архитектуре, структура џамије Селимије нема преседана. Сви елементи зграде су подређени њеној великој куполи.
- Шематски цртеж привесне куполе
- Централне куполе Аја Софије
- Купола џамије Календерхане
- Селимије џамија, Једрене

### Балкони и паравани
Балкони су уобичајена карактеристика исламске домаће архитектуре због топле климе у већини земаља. Један од препознатљивих типова џамија је машрабија, дрвени решеткасти параван који излази са стране зграде и који је штитио приватност омогућавајући онима који су унутра да гледају споља а да нису видљиви споља. Други тип решеткастих паравана, који није ограничен на балконе, је јали, који је уобичајен за индоисламску архитектуру и направљен је од перфорираног камена.  Други примери балкона и сродних структура укључују јхарокха у Раџастанију и индо-исламску архитектуру и мирадор, шпански израз који се примењује на балкону или видиковцу у андалузијским палатама као што је Алхамбра. Балкони су такође постали архитектонски елемент у неким џамијама, као што је хункар махфили у отоманским џамијама, одвојени и заштићени простор где је султан могао да обавља своје молитве (слично максури). Слична карактеристика се такође налази у комплексу Бара Гунбад (крајем 15. века) у Делхију.
- Коришћење џали екрана у тврђави Лахоре (Пакистан)
- Балкон Јхарокха у тврђави Мехрангарх у Џодпуру (Индија)

### Орнаментика
Као заједничку карактеристика, исламска архитектура користи специфичне орнаменталне форме, укључујући математички компликоване, разрађене геометријске шаре, цветне мотиве попут арабеске и сложене калиграфске натписе. Геометријски или цветни, испреплетени облици, узети заједно, чине бесконачно понављани образац који се протеже изван видљивог материјалног света. Фигурални мотиви, као што су животиње, људи и имагинарна бића, имају богату традицију у исламској уметности, иако су углавном више стилизовани него натуралистички. Међутим, због религиозног табуа на фигуралне приказе, нефигурални украси су остали доминантнији у целини, а фигурални мотиви су генерално били потпуно искључени из верских објеката.
Значај писане речи у исламу обезбедио је да епиграфски или калиграфски украси играју истакнуту улогу у архитектури. Епиграфска декорација може да укаже и на даље политичке или верске поруке кроз избор текстуалног програма натписа. На пример, калиграфски натписи који красе Куполу на стени укључују цитате из Кур'ана који упућују на Исусово чудо и његову људску природу (нпр. Кур'ан 19 :33–35), Техвид (нпр Кур'ан 112), и улога Мухамеда као „Печата пророка”, који су протумачени као покушај да се објави одбацивање хришћанског концепта Свете Тројице и да се прогласи тријумф ислама над хришћанством и јудаизмом. Поред тога, натписи на темељима на зградама обично указују на њеног оснивача или покровитеља, датум изградње, име владајућег суверена и друге информације.

Ови декоративни мотиви су изражени у низу медија, укључујући резбарење камена, цигле, резбарене штукатуре, плочице, боје, стаклене мозаике, мермерне или камене облоге и витраже. Капители, горњи део или круна стуба, служе као прелазни комад и често су декоративно резбарени. Они се разликују по дизајну и облику у исламској архитектури. Ране исламске грађевине у Ирану имале су капителе типа „перзијски” који су укључивали дизајн глава бикова, док су медитеранске структуре показивале класичнији утицај.
- Изрезбарени мермерни капител из калифског периода Кордобе (10. век)
- Фигурални прикази лава и бика у клесаном камену у Великој џамији у Дијарбакиру (12. век, период Артукида)
- Мозаик од полихромног мермера на михрабу медресе Ал-Фирдавс у Алепу (13. век, период Ајубида)
- Сложени геометријски мотиви у зелију (мозаик плочицама) у медреси Боу Инаниа у Фесу (14. век, период маринида)
- Калиграфски натписи и арабеске уклесане у штукатуру у Алхамбри (14. век, период Насрида)
- Декорација плочица изник у палати Топкапı у Истанбулу (16. век, отомански период)
- Витражни прозор у џамији Сулејманије у Истанбулу (16. век, османски)
- Декорација од теракоте на џамији Атиа у Тангаилу, Бангладеш (17. век, период Могала)
- Арабеска и калиграфска декорација на куполи прекривеној плочицама Шах џамије у Исфахану (17. век, период Сафавида)
- Осликани плафон у џамији Махабат Кхан у Пешавару (17. век, могулски период)

### Мукарне
Мукарна је тродимензионални извајани мотив настао геометријском поделом сводоване структуре на минијатурне, надограђене шиљасте подструктуре или нише, познате и као сводови са саћем или сталактитом. Могу се направити од различитих материјала као што су камен, цигла, дрво или штукатура. Најранији споменици који користе ову особину датирају из 11. века и налазе се у Ираку, Северној Африци, Ирану, Централној Азији и Горњем Египту. Овај наизглед скоро истовремени развој у удаљеним регионима исламског света довео је до вишеструких научних теорија о њиховом пореклу и ширењу, при чему једна актуелна теорија предлаже да су они настали у једном региону најмање један век раније, а затим се проширили одатле. Неки од најранијих сачуваних примера ин ситу су троделни штикли који се користе као прелазни елементи за куполе и полукуполе, као на пример у маузолеју Араб-Ата (977–978) у Тиму (Узбекистан), Гунбад-и Кабус (1006–1006). 1007) у североисточном Ирану и маузолеј имама Дувазда (1037–1038) у Језду. Од 12. века па надаље, његова употреба је постала уобичајена широм исламског света и временом су се развили различити локални стилови. Поред тога што су служиле као штипаљке и привесци, мукарне су такође коришћене за украшавање венаца, портала, михраба, прозора, лукова и целих купола.
- Купола Мукарнас у Палати лавова у Алхамбри, Гранада (14. век, период Насрида)
- Улазни портал са мукарнама у џамији Селимиие у Једрену (крај 16. века, отомански период)

### Остали елементи религијске архитектуре

#### Оријентацијакибле
Кибла (арап. قِـبْـلَـة) је правац у којем је Мека са било које локације, према којој се муслимани клањају током молитве. У оквиру исламске архитектуре она је главна компонента и карактеристика и оријентације саме зграде. Џамије и верске структуре изграђене су тако да имају једну страну у складу са овим правцем, обично обележеним визуелним обележјем званим михраб . Ова оријентација је можда такође имала утицај на изглед неких муслиманских градова. У пракси, међутим, поравнања кибле џамија изграђених у различитим периодима и на различитим локацијама не усмеравају све једнако на исто место. То је због неслагања у прорачунима исламских научника у прошлости који су на основу својих појединачних локација одређивали где се налази Мека. Научници примећују да до ових разлика долази из мноштва разлога, као што су неко погрешно разумевање значења саме кибле, чињеница да се географске координате прошлости не поклапају са данашњим, и да је одређивање овог правца било више астрономски прорачун, а не математички. Ране џамије су грађене или према прорачунима у ком правцу је отприлике била кибла, или тако да је михраб био окренут према југу, јер је то био правац у којем је Мухамед био окренут када се молио у Медини, која је град директно северно од Меке.

#### Михраб
Михраб је ниша, обично конкавна, постављена у зид кибле (зид који стоји у правцу молитве) џамије или другог молитвеног простора. Он је обожаваоцима симболизовао и указивао на правац кибле . Такође је временом добио ритуални и церемонијални значај, а његов облик је чак коришћен као симбол на неким новчићима. Прве џамије нису имале михрабе; прва позната конкавна ниша михраба била је она коју је калиф ал-Валид И додао Пророковој џамији у Медини 706. или 707. У каснијим џамијама михраб је еволуирао да постане уобичајени фокус архитектонског украса у згради. Детаљи његовог облика и материјала варирали су од региона до региона. У саборним џамијама, михраб је обично био окружен минбером (проповедаоница), а неке историјске џамије су укључивале и оближњу максуру (заштићени простор за владара током молитве).
- Михраб Велике џамије у Кордоби (10. век)
- Михраб џамије-медресе султана Хасана у Каиру (14. век)
- Османски михраб са изник плочицама у Рустем-пашиној џамији, Истанбул (16. век)
- Михраб Џама месџида у Делхију (средина 17. века)

#### Минарет
Мунара је кула која традиционално прати зграду џамије. Његова формална функција је да обезбеди тачку са које се упућује позив на молитву, или adhān. Позив се издаје пет пута сваког дана: зора, подне, средина поподнева, залазак сунца и ноћ. У већини модерних џамија, adhān се прави директно из молитвене сале и емитује преко микрофона на систем звучника на мунари.
Порекло мунаре и његове почетне функције нису јасно познате и дуго су биле тема научних расправа. Најранијим џамијама су недостајали минарети, а позив на молитву се често обављао са мањих торњева. Рана муслиманска заједница Медине позивала је на молитву са врата или крова Мухамедове куће, која је служила као место за молитву. Први потврђени минарети у облику кула датирају из раног 9. века под влашћу Абасида и нису постали стандардно обележје џамија све до 11. века. Ове прве куле мунаре биле су постављене на средини зида наспрам зида кибле. Минарет Велике џамије Каируан у Тунису, датира из 836. године, један је од најстаријих сачуваних минарета на свету и најстарији у северној Африци. Има облик масивне куле са квадратном основом, три нивоа опадајуће ширине и укупне висине 31,5 метара.

Минарети су имали различите облике (углавном округли, квадратни, спирални или осмоугаони) у зависности од периода и архитектонске традиције. Број минарета поред џамија није одређен; првобитно би један минарет пратио сваку џамију, али неки архитектонски стилови могу укључивати више минарета.
- Минарет Велике џамије у Каируану (почетак 9. века)
- Џамски минарет, Авганистан (12. век)
- Минарет султана Кајтбаја (15. век) у џамији ел Азхар у Каиру
- Османски минарети Султан Ахмедове џамије у Истанбулу (почетак 17. века)
- Минарет у џамији Џама Масџид у Делхију (средина 17. века)

## Места и градови

### Урбани и номадски живот према Ибн Халдуну
Током своје историје, друштвом предмодерног исламског света доминирала су два важна друштвена контекста, номадски живот и урбанизам. Историчар и политичар Ибн Халдун детаљно разматра оба концепта у својој књизи Мукадима. Према његовим речима, начин живота и култура сеоских бедуинских номада и мештана супротстављени су у централном друштвеном сукобу. Ибн Халдун објашњава успон и пад цивилизација својим концептом Асабије („везе кохезије”, или „породичне лојалности”), као што је пример владавине калифа. Бедуини, као номадски становници степе и пустиње, међусобно су повезани јаким везама асабије и чврстих верских уверења. Ове везе имају тенденцију да попуштају у урбаним заједницама током неких генерација. Паралелно, губљењем своје асабије, грађани такође губе моћ да се бране и постају жртве агресивнијих племена која могу уништити град и успоставити нову владајућу династију, која је временом поново подложна истом слабљењу моћи.

### Експериментишите са разним идеалним моделима града
Антички концепт архитектуре метрополе заснива се на структури главних и мањих саобраћајница које пролазе кроз цео град и деле га на четврти. Улице су оријентисане ка јавним зградама као што су палата, храм или јавни трг. Два главна пута се укрштају под правим углом у центру града. Неколико градова је основано током раног исламског Омејадског калифата, чији су обриси били засновани на староримском концепту идеалног града. Пример града планираног према таквим концептима ископан је у Анџару у Либану. Доналд Виткомб тврди да су рана муслиманска освајања покренула свесни покушај да се реконструишу специфичне морфолошке карактеристике типичне за раније градове западне и југозападне Арабије.

### Трансформација освојених градова
Нови исламски владари су чешће преузимали постојеће градове и трансформисали их према потребама новог исламског друштва. Овај процес трансформације показао се одлучујућим за развој традиционалног исламског града, или Медине. Принцип уређења објеката познат је под називом „хоризонтално ширење”. Резиденције и јавне зграде, као и приватни станови, обично се постављају одвојено, и нису директно повезани једни са другима архитектонски. Археолошка ископавања у граду Џерашу, античкој Гераси, открила су како су Омајади трансформисали план града.

### Урбана морфологија Медине
Архитектура оријенталног-исламског града заснована је на културним и социолошким концептима који се разликују од оних у европским градовима. У обе културе се прави разлика између области које користе владари и њихова влада и администрација, јавних места свакодневног заједничког живота и области приватног живота. Док су структуре и концепти европских градова произашли из социолошке борбе за добијање основних права слободе – или градских привилегија – од политичких или верских власти током средњег века, исламски град или град су у основи под утицајем очувања јединства секуларних и верски живот кроз време.
У медини, палате и резиденције, као и јавна места као што су џамија – медреса – болнички комплекси и приватни животни простори постоје једни поред других. Зграде су више окренуте ка унутра, и одвојене су од околног „споља” или зидовима или хијерархијским поређањем улица, или обоје. Улице често воде од јавних главних путева до слепих улица и даље до приватних парцела, а затим се тамо завршавају. Унутрашње везе између различитих квартова града не постоје, или их је врло мало. Да би се прешло из једне четврти у другу, мора се поново вратити на главни пут.

Унутар градске четврти, обилазнице воде ка појединачним грађевинским комплексима или кластерима кућа. Индивидуална кућа је често такође оријентисана ка унутрашњем атријуму, и ограђена зидовима, који су углавном без украса, за разлику од европских споља оријентисаних, репрезентативних фасада. Дакле, просторна структура медине у суштини одражава древну номадску традицију живљења у породичној групи или племену, које заједно држи асабија, строго одвојено од „споља”. Генерално, морфологија исламске медине је одобравање—или ускраћивање—приступа према основном концепту хијерархијских степена приватности. Становници се из јавног простора селе у стамбене просторе свог племена, па даље у своју породичну кућу. У оквиру породичне куће поново се налазе заједнички и одвојени простори, други и најприватнији, обично резервисани за жене и децу. На крају, само главе породице имају слободан и неограничен приступ свим просторијама и просторима своје приватне куће, за разлику од више европског концепта међусобног повезивања различитих простора за слободан и лак приступ. Хијерархија приватности тако води и структурише цео друштвени живот у медини, од калифа до  најскромнијег поданика, од града до куће.
- Кварт Медина, Фес, Мароко

### Пограничне тврђаве и градови

#### Миср, рибат
У пограничном подручју арапске експанзије, војна утврђења (миср, Пл. арап. أَمْـصَـار, амсар) или рибат (رِبَـاط, тврђава) су основани. Структура и функција мисра је слична староримској колонији. Као погранична колонија, тврђава је служила као база за даља освајања. Арапске војне утврде овог типа су се често подизале у близини неког старијег града из антике или из византијског доба. Често су били квадратног формата.
Уместо да задрже своју првобитну намену да служе као војна база, многи амсари су се развили у урбане и административне центре. То се посебно догодило у случају ирачких градова Куфе и Басре, који су постали познати као ал-мисран („[две] тврђаве”), али и са Фустатом и Керуаном у северној Африци.

#### Каср
Каср (пл. قصور, кусур) значи палата, замак или (гранично) утврђење. Касноантичке тврђаве су често и даље биле у употреби, док се њихова функција током времена мењала. Неки кусур су већ коришћени као Цастра током римског доба и били су део утврђења северноафричког лимеса . Већ у античко римско доба, кастра није служила само као утврђење, већ и као пијаце и састајалишта за племена која живе изван границе.
Мањи кусур се налазе у савременом Јордану и укључују Каср Ал-Халабат (налази се 50 km (31 mi) источно од Амана), Каср Бушир ( 15 km (9,3 mi) северно од Лајуна), замак Даганија (45 km (28 mi) северно од Маана) и Одруха (22 km (14 mi) источно од Петре). Након што је Римско царство напустило Лимес Арабицус, многе од кастра су наставиле да се користе. Овај континуитет је био предмет археолошких истраживања у тврђави Каср ал-Халабат, која је у различита времена служила као римски каструм, хришћански ценобитски манастир и коначно као омејадски Каср.
Према хипотези коју је развио Жан Соваже, умајад кусур је играо улогу у систематској пољопривредној колонизацији ненасељених пограничних области и, као такав, наставио колонизациону стратегију ранијих хришћанских монаха и Гасанида. Омајади су, међутим, своју политичку стратегију све више оријентисали ка моделу политике клијента, међусобне међузависности и подршке. Након освајања Омајада, кусур је изгубио своју првобитну функцију и био је или напуштен или је наставио да служи као локална пијаца и састајалиште све до 10. века. Друга врста исламске тврђаве је Калат.

## Утицаји
На рану исламску архитектуру утицале су две различите античке традиције:
1. Грчко-римска традиција: Посебно, региони новоосвојеног Византијског царства (Југозападна Анадолија, Сирија, Египат и Магреб) снабдевали су архитекте, зидаре, мозаичаре и друге занатлије новим исламским владарима. Ове занатлије су били обучени за византијску архитектуру и декоративну уметност, а наставили су да граде и украшавају у византијском стилу, који се развио из хеленистичке и староримске архитектуре.
2. Источна традиција: Месопотамија и Персија, упркос усвајању елемената хеленистичког и римског репрезентативног стила, задржале су своје независне архитектонске традиције, које су проистекле из сасанидске архитектуре и њених претходника.[46]

Рана истраживања овог подручја посматрала су рану исламску архитектуру само као раскид са прошлошћу, из које је очигледно произашла искривљена и мање експресивна форма уметности, или дегенерисана имитација посткласичних архитектонских облика. Омајади су одиграли кључну улогу у овом процесу трансформације и тиме обогаћивања постојећих архитектонских традиција, или, у ширем смислу, визуелне културе исламског друштва у настајању.
Купола на стени (арап. قُـبَّـة ٱلـصَّـخْـرَة) у Јерусалиму (691) једна је од најважнијих грађевина у читавој исламској архитектури. Направљен је по узору на оближњу цркву Светог гроба  и византијски хришћански уметници су били ангажовани да креирају њене сложене мозаике на златној позадини. Велики епиграфски фриз од лозе прилагођен је предисламском сиријском стилу. Велика џамија у Дамаску (завршена 715. године од стране халифе ел Валида I), саграђена на месту базилике Јована Крститеља после исламске инвазије на Дамаск, још увек је веома подсећала на хришћанске базилике из шестог и седмог века. Извршене су одређене модификације, укључујући проширење структуре дуж попречне осе која се боље уклапа у исламски стил молитве.
Током владавине абасидске династије (750. н.е. - 1258.) престоница државе је премештена из Дамаска у Багдад, а затим из Багдада у Самару. Прелазак на Багдад утицао је на политику, културу и уметност. Абасидска архитектура се више ослањала на архитектонске традиције Месопотамије и Ирана, који су били део Сасанијског царства. Велика џамија у Каируану, у свом садашњем облику, углавном је изграђена током 9. века под Аглабидима, који су владали у име Абасида. Његови оригинални мермерни стубови и капители били су римске израде донети из Картагине, а други елементи подсећају на римску форму.
Под утицајем византијске и персијске архитектуре,  шиљасти лук као архитектонски принцип је први пут јасно успостављен у исламској архитектури и био је потпуно стран предисламском свету. Нарочито у персијском свету, благо „депресивни” лук са четири центра или „персијски лук” је најчешћи стил који се користи.

### Арапски
У западној науци постоји дуготрајно веровање да су Арапи раног 7. века, у време Мухамеда, када су били номадски сточари који нису имали јаку архитектонску традицију и само су усвојили предисламске стилове и идеје освојених региони. Ово гледиште је данас генерално одбачено и савремени научници га сматрају застарелим. Према научници Беатрис Сен Лоран, рана академска истраживања историје исламске монументалне архитектуре довела су до „погрешног погледа који је корене ране исламске монументалне архитектуре и уметности видео искључиво у традицијама освојених региона”. Уместо тога, научници се углавном слажу да је богата архитектонска традиција претходила појави ислама у Арабији и првим исламским споменицима.
Опште науке сматрају да је предисламска архитектура на Арапском полуострву имала само ограничен утицај на каснији развој исламске архитектуре, барем у поређењу са утицајима постојећих архитектонских традиција на освојеним територијама иза полуострва. Највећи архитектонски допринос који се догодио у Арабији током раног исламског периода био је развој џамије.
Џамија (Masjid) је предисламска реч посведочена у натписима у предисламској Арабији. Арапска хипостилна џамија коју је изградио пророк Мухамед у Медини служила је као модел за дизајн џамија широм исламског света. Умајадска џамија у Дамаску репродуковала је модел хипостила у монументалној размери. Омајадска верска архитектура била је најранији израз исламске уметности у великим размерама. Арапска елита раног ислама били су становници градова Меке, Медине, Таифа и високо урбанизованог друштва Јемена чије су арапске традиције допринеле урбаном развоју раних исламских градова. Штавише, Омајади нису били без традиције и били су свесни сопствене арапске културне историје. Научници сугеришу да су настојали да наставе одређене преисламске арапске архитектонске традиције.
У другим регионима, рани војни логори Куфа, Басра, Фустат, Каироуан брзо су трансформисани у трајне темеље и планиране градове. Једна од традиција која је допринела раном исламском граду био је јужноарапски град као што је Сана, коме су припадали типови Мека и Фустат. Предложена су два урбана типа заснована на друштвеној организацији. Прва се зове Сан'а-формација, развијена је из тржишног центра и насељена групама истог племена са друштвеном диференцијацијом заснованом на његовим технолошким специјализацијама "пољопривредник-занатлија". Други урбани тип је Тарим-формација, у којој квартовска организација одражава друштвену структуру вишеплеменског насеља.
План арапске џамије снажно је утицао на архитектуру џамија и у неарапским регионима, посебно у раним вековима ислама. Основни план и компоненте плана арапске хипостилне џамије могу се мењати по вољи како би се трансформисали или нагласили одређени аспекти структуре, дајући структури значајну дуговечност. Међутим, највећи део простора за иновације у оквиру овог типа џамија исцрпљен је до 10. века. У архитектури Ирана, хипостилни план је уведен као основни распоред џамије, који су донели Арапи (џамије у Сирафу, Најину и Дамгану). Ране џамије су стога биле увезене стране елементе који нису имали корене у ранијим дизајнима. Арапски хипостилни план џамије такође је имао снажан утицај на архитектуру кинеске џамије, кинеске џамије су усвојиле арапску архитектуру апсорбовану кроз кинеску класичну архитектуру. Џамија Ћингџинг у арапском стилу је најстарија те врсте у Кини и налази се на Унесковој листи светске баштине.
Одсуство фигуративног представљања и склоност ка апстракцији и геометризацији је арапски концепт који чини темељни аспект у исламу са дубоким последицама за развој његовог уметничког и архитектонског идентитета.
Реч Михраб потиче од старојужноарапског и значи одређени део палате, као и „део храма где се „добија одређена врста визија”. Чини се да је михраб задржао своју предисламску функцију као место владара и можда је додат да обележи присуство Посланика као првог имама у најранијим годинама ислама.

## Регионални стилови (после 10. века)

### Персија
Под Селџуцима се први пут појављује ирански план за изградњу џамија. Места за преноћиште (кхан или караван-сарај) за путнике и њихове животиње, углавном су била утилитарна, а не украсна архитектура, са шљунком, јаким утврђењима и минималним комфором. Селџучка архитектура је синтетизовала различите стилове, и иранске и сиријске, понекад отежавајући прецизне атрибуције. Још један важан архитектонски тренд који се појавио у 10. до 11. веку је развој маузолеја укључујући кулу-гробницу као што је Гунбад-и-кабус (око 1006–1007) (приказује зороастријски мотив) и куполасти трг, чији је пример је гробница Саманида у граду Бухари (око 943. године).
Период Илканата довео је до неколико иновација у изградњи купола које су на крају омогућиле Персијанцима да изграде много више структуре. Ове промене су касније утрле пут за архитектуру Сафавида. Врхунац архитектуре Илканата је достигнут изградњом куполе Солтаније (1302–1312) у Зањану, Иран, чија је величина 50 м висине и 25 м у пречнику, што га чини трећом по величини и највишом зиданом куполом икада подигнутом. Танка, двострука купола била је ојачана луковима између слојева. Гробница Олџеиту у Султанији један је од највећих и најупечатљивијих споменика у Ирану, упркос многим каснијим пљачкама које су девастирале споменик.
Иранска архитектура и планирање града такође су достигли апогеј под Тимуридима, посебно са споменицима Самарканда, обележеним екстензивном употребом спољашњих керамичких плочица и сводова. Спектакуларна и величанствена здања која су подигли Тимур и његови наследници у Самарканду и Херату помогла су ширењу утицаја Илкханидске школе уметности у Индији, чиме је настала прослављена могулска школа архитектуре. Стил је у великој мери изведен из персијске архитектуре. Аксијална симетрија је карактеристика свих главних тимуридских грађевина.
Ренесанса у архитектури персијске џамије и изградњи куполе дошла је за време династије Сафавида, када је шах Абас Велики 1598. године покренуо реконструкцију Исфахана, са тргом Накш-е-Џахан као централним делом његове нове престонице. Изразита карактеристика персијских купола, која их одваја од оних купола створених у хришћанском свету или Отоманском и Могулском царству, биле су шарене плочице, којима су покривале спољашњост својих купола, као и унутрашњост. Ових купола је брзо било на десетине у Исфахану, а изразит, плаво обојен облик доминирао је обрисом града. Одражавајући сунчеву светлост, ове куполе изгледале су као блистави тиркизни драгуљ и путници који су пратили пут свиле кроз Персију могли су да их виде са велике удаљености. Овај веома изразит стил архитектуре Сафавиди су наследили од династије Селџука, која га је вековима користила али је усавршен за време Сафавида када су измислили хафтранги, или стил сагоревања плочица у седам боја, процес који им је омогућио да примене више боја на сваку плочицу, стварајући богатије шаре, лепше за око. Боје које су Персијанци волели биле су златне, беле и тиркизне шаре на тамноплавој позадини. Обимне калиграфске траке и арабеске на већини главних зграда пажљиво је планирао и извео Али Реза Абаси, који је именован за шефа краљевске библиотеке и главног калиграфа на шаховом двору 1598. док је шејх Бахаи надгледао грађевинске пројекте.
Џамије у персијском стилу такође се одликују својим суженим стубовима од цигле, великим аркадама и луковима који су подржани са неколико стубова. У Јужној Азији, таква уметност и техника је такође коришћена широм региона.
Исламско освајање Персије у седмом веку такође је помогло да исламска архитектура процвета у Азербејџану. У Азербејџану ће се исламска архитектура развијати кроз локалне архитектонске школе.

### Турски

#### Велики Селџуци и ранотурске династије
Турски народи су почели да се усељавају на Блиски исток од 8. века па надаље и, након преласка на ислам, постали су главне политичке и војне снаге у региону. Прва велика турска династија били су Газнавиди, који су владали из Газне у данашњем Авганистану и усвојили персијску културу. У другој половини 12. века Гуриди, неизвесног етничког порекла, заменили су их као главну силу у региону, од северне Индије до ивице Каспијског мора. Међу најистакнутијим споменицима ове две династије су бројне китњасте куле и минарети од цигле који су преживели као самосталне структуре. Њихове тачне функције су нејасне. Овај период се сматра „класичним” добом централноазијске архитектуре, са много импресивних грађевина које су грађене у Бухари и Самарканду. То укључује велику саборну џамију у Бухари, од које је остао само минарет Калиан (око 1127), оближњи минарет Вабкент (1141) и неколико Караханидских маузолеја са монументалним фасадама, попут оних у Узгену (данашњи Киргистан) из друге половине 12. века.
Историјски значајнији је био долазак Турака Селџука и формирање Великог Селџучког царства у 11. веку, које је освојило цео Иран и друге простране територије у централној Азији и на Блиском истоку. Најважнији верски споменик из периода је Џаме џамија у Исфахану, коју су проширили и модификовали разни Селџучки покровитељи крајем 11. века и почетком 12. века. Две велике и иновативне куполасте коморе су му додате крајем 11. века. Четири велика ивана су тада подигнута око дворишта око раног 12. века, што је довело до плана са четири ивана. План са четири ивана револуционисао је облик и функцију џамија у региону и увео нове типове зграда које укључују медресе и караван-сараје који су се проширили кроз Иран, Анадолију и Сирију. Велики караван-сарај изграђени су као начин да се подстакне трговина и потврди власт Селџука на селу. Обично су се састојале од зграде са утврђеним спољашњим изгледом, монументалног улазног портала и унутрашњег дворишта окруженог разним халама, укључујући ајване. Неки значајни примери, само делимично очувани, су караван-сарај Рибат-и Малик (око 1068–1080) и Рибат-и Шараф (12. век) у Трансоксијани и Хорасану. Селџуци су такође наставили да граде „гробнице торња”, ирански тип грађевине из ранијих периода, као што је торањ Тогхрул изграђен у Реју (јужно од данашњег Техерана) 1039. године. Међутим, иновативније је било увођење маузолеја квадратног или полигоналног тлоцрта, који је касније постао уобичајен облик монументалних гробница. Рани примери за то су два маузолеја Харракан (1068. и 1093.) у близини Казвина (северни Иран), који имају осмоугаоне форме, и велики маузолеј Санџар (око 1152.) у Мерву (данашњи Туркменистан), који има квадратну основу.

Након пропадања Великих Селџука у касном 12. веку, разне турске династије формирале су мање државе и царства. Огранак династије Селџука владао је султанатом у Анадолији (такође познатим као Анадолијски Селџуци), Зенгиди и Артукиди су владали у Северној Месопотомији (познатој као Џазира ) и оближњим регионима, а Хваразмијско царство је владало Ираном и Централном Азијом до Монголске инвазије 13. века. Под владавином Зенгида и Артукида градови као што су Мосул, Дијарбакир, Хасанкејф и Мардин постали су важни центри архитектонског развоја који су имали дугорочни утицај у ширим регионима Анадолије и Сирије. Један од најзначајнијих споменика у региону је Велика џамија у Дијарбакиру, основана у 7. веку, али су је поново изградили Артукиди у 12. веку. По облику је слична Омајадској џамији у Дамаску и има китњасте елементе налик класичном на својој дворишној фасади. Градске зидине Дијарбакира такође имају неколико кула које су изградили Артукиди и украшене мешавином калиграфских натписа и фигуративних слика животиња и митолошких бића исклесаних у камену. Један од врхунаца касније артукидске архитектуре је медреса Зинцирие или Султан Иса у Мардину, која датира из 1385. У Мосулу, Зенгидски владар Нур ел Дин саградио је џамију ал-Нури (1148. и 1170.–1172.), од којој је до савременог доба сачувана само првобитна мунара. (Мунара и обновљена џамија недавно су уништени у бици за Мосул.) Дамаск је поново стекао извесну важност након што је дошао под Нур ел Динову контролу 1154. године. Исте године, Нур ел Дин је основао болнички комплекс, Маристан ел Нури који је био веома утицајан у исламском свету и познат по сводовима на улазном порталу и мукарнас куполи од Месопотамски утицај на предворје. Зенгиди и њихови наследници, курдска династија Ајубида, изградили су још много медреса, утврђења, хамама и других добротворних објеката у градовима Сирије. За разлику од селџучких и иранских медреса, сиријске медресе су биле мање и разноврсније у свом распореду, прилагођене густом урбаном ткиву градова попут Дамаска и Алепа. У Централној Азији, бивша престоница Хваразмија, Кенеургенч (данашњи Туркменистан), сачувала је неколико објеката из периода Хваразмијског царства (крајем 12. и почетком 13. века), укључујући и маузолеј тзв. Факхр ал-Дин Рази (вероватно гробница Ил-Арслана ) и маузолеј султана Текеша.
- Караканске куле, маузолеји селџучких принчева, изграђени 1068. и 1093. у Ирану
- Газнавидова кула Масуда III у близини Газнија (у данашњем Авганистану), из раног 12. века
- Минарет Калиан у Бухари (у данашњем Узбекистану), изграђен 1127. године као део џамије Караханида
- Тогрол торањ у Реју, јужно од данашњег Техерана, Иран, изграђен 1039. године као гробница селџучког султана Тугрила
- Маузолеј султана Ахмада Санџара (око 1152) у Мерву (у данашњем Туркменистану)
- Караханидски маузолеји у Узгену, Киргистан, друга половина 12. века
- Минарет џамије ел Нури у Мосулу (пре уништења 2017. године), датира из 12. века
- Дворишна фасада Велике џамије у Дијарбакиру, основане у 7. веку и обновљене од стране Артукида у 12. веку
- Кула Једи Кардеш у градским зидинама Дијарбакира, 1208–1209.

#### Анадолски Селџуци и Бејлици
Анадолски Селџуци су владали територијом која је била мултиетничка и коју су тек населили муслимани. Као резултат тога, њихова архитектура је била еклектична и укључивала је утицаје других култура као што су иранска, јерменска и локална византијска архитектура. За разлику од селџучких конструкција даље на истоку, анадолска архитектура је била направљена од камена и више њихових споменика је сачувано до модерног доба. Златно доба Анадолијског царства, са престоницом у Коњи, било је почетком 13. века. Власт Селџука је опала након њиховог пораза од Монгола у бици код Кесе Дага 1243. У источној Анадолији, монголски Илканиди су у почетку владали индиректно преко селџучких вазала, а пре него што су преузели директну контролу после 1308. Локално су се појавиле мање кнежевине и емирати, познати под заједничким именом Бејлици. Упркос овом паду, селџучка традиција архитектуре је углавном опстала и наставила да се развија под овим новим владарима.
План са четири ајвана, развијен под ранијим Селџуцима у Ирану, није се појавио у анатолским селџучким џамијама. Конгрегацијске џамије анатолских Селџука укључивале су конзервативније хипостилне конструкције поред мање традиционалних тлоцрта. Главни примери хипостила укључују Велику џамију у Сивасу (1197) и Алаединску џамију у Коњи (грађена у више периода између 1156. и 1235. године, са каснијим додацима). „Дрвена” џамија, варијација хипостилне џамије са дрвеним стубовима и таваницама, појавила се у западној централној Анадолији у 13. веку. Најранији пример је Велика џамија у Сиврихисару (1232), а најуспешнији пример је џамија Ешрефоглу (1297) у Бејшехиру.  Џамије у каснијем бејличком периоду биле су разноврсније, укључујући Саруханидску  џамију у Маниси (1371), Иса-бегову џамију у Селчуку (1374) и Иљас-бегову џамију у Милету (1304).
У овом периоду су изграђене бројне медресе. Архитектонски су се састојале углавном од два типа. Један тип, сличан онима у Ирану и Месопотамији, био је усредсређен око отвореног дворишта које је било омеђено различитим бројем ајвана (са најмање једним ајваном који се налазио дуж осе улаза). У овим медресама декорација је била концентрисана око монументалног улазног портала. Медреса Ћифте Минарели (око 1250. или 1253.) у Ерзуруму је један од најранијих примера улазног портала надвишеног двоструким минаретима. Гок Медресе (1271–1272) у Сивасу је још један богат споменик у сличном облику. Друга врста медресе, која је била специфична за Анадолију, била је мања медреса са централним двориштем покривеним куполом. Ово је било посебно карактеристично за Коњу. 
Неки од најупечатљивијих споменика Селџука били су караван-сараји изграђени дуж многих трговачких путева између градова. На стотине их је подигнуто у 13. веку. Главни примери овог типа, као што су Султан Хан на путу Коња–Аксарај (1229) и Султан Хан на путу Кајсери–Сивас (1236–1237), имају монументалан, али утврђен спољашњи изглед са улазним порталом украшеним клесаним каменом, који води до унутрашњег дворишта на отвореном. У средишту ових дворишта понекад се налази мала кубична молитвена просторија подигнута изнад земље на четири стуба. На супротној страни улаза, други портал је водио у наткривену дворану са много пролаза који су ишли окомито на централни пролаз са централном куполом.

Декорација у анатолској селџучкој архитектури била је концентрисана на одређене елементе попут улазних портала, прозора и михраба џамија. Резбарење у камену било је један од најуспешнијих начина декорације, са мотивима у распону од ранијих иранских штуко мотива до локалних византијских и јерменских мотива. Медресе у Сивасу и медреса Инце Минарели у Коњи међу најзначајнијим примерима, док се Велика џамија и болнички комплекс Дивриги одликује неким од најеклектичнијих и најекстравагантнијих камених резбарења у региону. Аблак пругасти мермер у сиријском стилу такође се појављује на улазном порталу Каратаи медресе и Алаедин џамије у Коњи. Иако су се плочице обично користиле у Ирану, анатолска архитектура је увела иновације у употребу облога од плочица за покривање читавих површина независно од других облика декорације. Ово се види у Каратаи медреси, а такође сведоче и мозаичне плочице пронађене из остатака палате Кубадабад (око 1236. или почетком 13. века).
- Хипостилни ентеријер Аљадин џамије у Коњи (12-13 век)
- Селџучки мозаички украси из палате Кубадабад (Анадолија раног 13. века)
- Двориште караван-сараја султана Хана, изграђено 1229. године на путу између Аксараја и Коње
- Улазни портал Каратаи медресе у Коњи (око 1251), са мукарнама и украсом аблака
- Декорација плочица унутар Каратаи медресе у Коњи (око 1251.)
- Улаз и минарети Гок медресе у Сивасу (1271–1272)
- Донер Кумбет у Кајсерију (1276), гробница селџучке принцезе
- Ешрефоглу џамија у Бејшехиру (1297), пример дрвене хипостилне џамије

#### Османлије
Архитектура Отоманског царства развила се из раније селџучке архитектуре, са утицајима византијске и иранске архитектуре заједно са архитектонским традицијама Балкана и других делова Блиског истока. Класична архитектура Отоманског царства била је мешавина домаће турске традиције и утицаја архитектуре Аја Софије.  Један од најбољих представника овог периода је Мимар Синан, чија дела укључују Сулејманова џамију у Истанбулу и Селимије џамија у Једрену.
Почевши од 18. века, османска архитектура је била под утицајем барокне архитектуре у западној Европи. Џамија Нуруосманије је један од сачуваних примера из овог периода. Последњи османски период је видео више утицаја из западне Европе, које су донели архитекти попут оних из породице Баљан. Овај период је такође доживео развој новог архитектонског стила названог неоосмански или отомански препород, такође познат као Први национални архитектонски покрет од стране архитеката као што су Мимар Кемаледин и Ведат Тек.

Док је Истанбул био главно место царског покровитељства током већег дела историје царства, ране престонице Бурса и Једрене такође садрже низ отоманских споменика. Отоманска архитектура се такође налази широм провинција царства, у распону од источне Европе преко Блиског истока до северне Африке. Главни верски споменици, попут оних које су спонзорисали султан и његова породица, били су типично архитектонски комплекси, познати као куллие, који су имали више елемената који су пружали различите добротворне услуге. Овим комплексима се управљало и управљало уз помоћ вакуфског споразума (арапски вакуф). На пример, Фатихова џамија у Истанбулу била је део веома велике кулије коју је основао Мехмед II, саграђене између 1463. и 1470. године, која је такође укључивала: табхане (пансион за путнике), имарет (добротворна кухиња), дарусифа (болница), каравансарај, мектеб (основна школа), библиотека, хамам (купатило), гробље са ктиторским маузолејом и осам медреса са приградом. Зграде су распоређене у правилном, делимично симетричном распореду са монументалном џамијом у центру, иако нису сви објекти сачувани до данас.
- Зелена џамија у Изнику (крај 14. века)[212]
- Велика џамија у Бурси (крај 14. века)
- Полочани михраб Зелене џамије у Бурси (почетак 15. века)
- Сулејманова џамија, Истанбул (16. век), дизајнирао Мимар Синан
- Једна од одаја палате Топкапи
- Унутрашњост џамије Султан Ахмеда, Истанбул (почетак 17. века)
- Нуруосманије џамија, Истанбул (средина 18. века), пример отоманског барокног стила
- Себиљ Абдулхамида I, Истанбул (крај 18. века) [213]
- Улазна капија палате Долмабахче, Истанбул (19. век)
- Истанбулска гимназија (19. век)
- Примери грађанске османске архитектуре у Ескишехиру

### Иберијско полуострво и запад Северне Африке
Архитектонски стил који се развио на најзападнијим територијама историјског муслиманског света често се назива маварска архитектура. Израз маварски"потиче од европске ознаке муслиманских становника ових региона као Маври. Научници понекад користе „западна исламска архитектура” или „архитектура исламског запада” као прецизнији термин за ову тему. Овај архитектонски стил се првенствено развио у ел Андалусу (данашња Шпанија између 711. и 1492. и Португал између 711. и 1249.) и у западној северној Африци укључујући Мароко, Алжир и Тунис (део Магреба). Комбиновао је утицаје берберске (амазишке) културе у северној Африци, предисламске Шпаније ( римске, византијске и визиготске ) и савремених уметничких токова на исламском Блиском истоку да би развио јединствен стил током векова са препознатљивим карактеристикама као што је „маурски „ лук, ријадне баште (симетрично подељене дворишне баште) и разрађени геометријски и арабески мотиви у дрвету, штукатури и плочицама (посебно зеллиј). Главни центри овог уметничког развоја укључивали су главне престонице царстава и муслиманских држава у историји региона, као што су Кордоба, Каируан, Фес, Маракеш, Севиља, Гранада и Тлемсен. Међу најпознатијим споменицима са ових простора су Велика џамија у Кордоби, палата-град Мадинат ал-Захра (код Кордобе), џамија Каравиииин (у Фесу), Велика џамија у Тлемсену, џамија Кутубија (Маракеш), кула Хиралда (Севиља) и утврђени комплекс палате Алхамбра (Гранада).
Чак и након хришћанских освајања ел Андалуса, наслеђе маурске архитектуре се и даље одвијало Шпанији, који је користио маурске технике и дизајн и прилагођавао их хришћанским покровитељима. У северној Африци, средњовековни маварски стил овековечен је у мароканској архитектури са релативно мало промена, док је у Алжиру и Тунису постао спојен са отоманском архитектуром након отоманског освајања региона у 16. веку. Много касније, посебно у 19. веку, маурски стил је често имитиран или опонашан у стилу неомауварског или маварског препорода који се појавио у Европи и Америци као део интересовања романтичара за „Оријент” и такође, посебно, као  избор за нову архитектуру јеврејскских синагога.

Поред општег маварског стила, неки стилови и структуре у Северној Африци су јасно повезани са областима које су задржале јаку популацију и културу Бербера, укључујући, али не ограничавајући се на регионе планине Атлас у Мароку, регионе Аурес и М'заб у Алжиру и јужни Тунис. Они не чине један јединствен стил, већ више различитих локалних народних стилова. Берберске владајуће династије су такође допринеле формирању и покровитељству западне исламске уметности и архитектуре кроз своју политичку доминацију у региону између 11. и 16. века (за време владавине Алморавида, Алмохада, Маринида и Хафсида, између осталих). У Мароку, руралне долине и оазе Атласа и југа, углавном насељене Берберима, обележене су бројним касбама (тврђавама) и ксоурима (утврђена села), типично равним крововима направљеним од набијене земље и украшеним локалним геометријским мотивима, као што су са чувеним примером Аит Бен Хадоу. Исто тако, јужни Тунис је прошаран ксоуром на врху брда и вишеспратним утврђеним силосима (ghorfa), као што су примери у Меденину и Ксар Оулед Солтанеу, типично грађеним од растреситог камена везаног малтером од глине. Острво Јерба у Тунису има традиционалну архитектуру џамија са ниским структурама изграђеним у камену и прекривеним кречом. Њихове молитвене сале су куполасте и имају кратке, округле минарете. Регион М'заб у Алжиру (нпр. Гардаја) такође има карактеристичне џамије и куће које су потпуно окречене, али изграђене у набијеној земљи. За разлику од Јербе, карактеристични минарети овде су високи и квадратне основе, сужавају се према крају и крунисани угловима налик на „рогове”.
- Сала за пријем Абдурахмана III (10. век, калифски период)
- Палата Аљаферија у Сарагоси (11. век, период Таифа)
- Алморавид Куба у Маракешу (почетак 12. века, Алморавидски период)
- Кутубија џамија у Маракешу (12. век, Алмохадски период)
- Кула Гиралда у Севиљи: бивши минарет Алмохад (12. век) претворен у хришћански звоник
- Замак Аледуа, Рибера Алта (12-13. век)[225]
- Касба џамија у Тунису (13. век, Хафсидски период)
- Двор лавова у Алхамбри, Гранада (14. век, период Насрида)
- Купола Дворане амбасадора у Алказару у Севиљи (14. век)
- Јусеф Деј џамија у Тунису (17. век): пример отоманског утицаја помешаног са локалним стиловима
- Централна џамија Гардаја, пример локалне архитектуре у региону М'заб (Алжир)

### Мамелук
Мамелуци су били војни корпус регрутован од робова који су служили под династијом Ајубида и на крају су преузели власт од те династије 1250. године, владајући Египтом, Левантом и Хиџазом до османског освајања 1517. године. Упркос њиховој често бурној и насилној унутрашњој политици, мамелучки султани су били покровитељи архитектуре и дали су огроман допринос стварању и развијању споменика у историјском Каиру, њиховој престоници. Неки султани који су дуго владали, као што су ел Насир Мухамед (владао између 1293. и 1341. са прекидима) и Кајтбеј (р. 1468–1496), били су посебно истакнути као ктитори. Док је Каиро био главни центар покровитељства, мамелучка архитектура се појављује и у другим градовима њиховог царства као што су Дамаск, Јерусалим, Алеп и Медина.
Мамелучка архитектура се једним делом одликује изградњом мултифункционалних зграда чији су тлоцрти постајали све креативнији и сложенији због ограниченог расположивог простора у граду и жеље да се споменици визуелно учине доминантним у урбаном окружењу. Покровитељи, укључујући султане и високорангиране емире, обично су кренули да граде маузолеје за себе, али су уз њих повезивали разне добротворне структуре као што су медресе, такије, себиљи или џамије. Приходи и расходи ових добротворних комплекса били су регулисани неотуђивим вакуфским уговорима који су имали и секундарну сврху обезбеђивања неког облика прихода или имовине потомцима ктитора. Крстообразни или четвороструки план спрата усвојен је за изградњу медреса и постао је чешћи за нове монументалне комплексе него традиционална хипостилна џамија, иако су засвођени ајвани из раног периода замењени иванима са равним кровом у каснијим раздобље. Декорација споменика је такође временом постала детаљнија, што је укључивало уметање резбареног камена и обојене мермерне плоче и мозаике (укључујући аблак) који су заменили штукатуру као најдоминантнији архитектонски украс. Монументално украшени улазни портали постали су уобичајени у поређењу са ранијим периодима, често исклесани мукарнама. Утицаји из сиријског региона, Илкханидског Ирана, а можда чак и Венеције, били су евидентни у овим трендовима. Минарети, који су такође били разрађени, обично су се састојали од три нивоа одвојена балконима, при чему је сваки слој имао другачији дизајн од осталих. Позни мамелучки минарети, на пример, најчешће су имали осмоугаону осовину за први ниво, округлу осовину на другом и структуру лантерна са завршетком на трећем нивоу. Куполе су такође прешле од дрвених или циглених конструкција, понекад луковичастог облика, до шиљатих камених купола са сложеним геометријским или арабескним мотивима урезаним у спољне површине. Врхунац ове врсте архитектуре камених купола постигнут је под владавином Кајтбаја у касном 15. веку.

Након османског освајања 1517. године, уведене су нове грађевине у отоманском стилу, али је мамелучки стил наставио да се понавља или комбинује са османским елементима у многим каснијим архитектонским и другим споменицима. Изградња неких типова зграда из касног мамелучког периода заправо су порасли у броју током османског периода. У модерно доба, од касног 19. века па надаље, „неомамелучки” стил је такође коришћен, делимично као националистички одговор на отоманске и европске стилове, у настојању да се промовишу локални „египатски” стилови (иако су архитекте понекад били Европљани). Примери овог стила су Музеј исламске уметности у Каиру, џамија Ал-Рифа'и у Александрији и бројне приватне и јавне зграде у Хелиополису.
- Михраб маузолеја султана Бејбарса у Дамаску (саграђен 1277–1281)
- Комплекс султана Калавуна у Каиру (саграђен 1284–85). Обухватао је маузолеј, медресу и веома важан маристан (болницу).[243]
- Медреса-џамија султана Хасана (изграђена између 1356. и 1361.), највећи и један од најупечатљивијих мамелучких споменика[244][245]
- Пројектовани улазни портал медресе-џамије султана Баркука (саграђена између 1384. и 1386. године)
- Двоструки минарети Баб Зувеила, изграђени између 1415. и 1420. за оближњу џамију
- Изрезбарена камена купола погребног комплекса султана Кајтбаја (завршена 1474) на северном гробљу у Каиру
- Сабил од Кајтбаја (1482) у Харам ал-Шарифу, Јерусалим

### Јемен
Јеменска архитектура се може окарактерисати као „конзервативна”. Jеменски народ комбинује своју предисламску и исламску архитектонску прошлост. Ова филозофија је демонстрирана у изградњи Соломонове џамије у Марибу, која је подигнута директно на врху старог храма. У антици, Јемен је био подручје са неколико богатих градова-држава и аутохтоне традиције јужноарапске архитектуре. Историјски текстови и археолошки докази указују да су велике и богато украшене палате постојале у неколико градова, као што је палата Гумдан у Сани. Већина ових грађевина није сачувана, иако остаци Шабве, некадашње престонице Хадрамута, пружају неке доказе о њиховој структури. До 5. века нове ере, постоје докази да су аутохтони стилови били под утицајем византијске и касноантичке медитеранске уметности. У 5. и 6. веку се у региону проширило хришћанство и подизане су цркве. Абраха, локални аксумски владар, саградио је катедралу у Сани око 567. године, наводно уз помоћ двојице архитеката које је обезбедио византијски цар Јустинијан И. 
Јемен је исламизован у 7. веку, али је мало грађевина из раног исламског периода данас сачувано нетакнуто. Тек од 10. века па надаље могу се документовати препознатљиви исламски архитектонски стилови. Након раног калифалног периода, регионом су владале различите династије, укључујући Сулејхиде (11.–12. век) и Расулиде (13. – 15. век), између осталих локалних држава. Једна врста џамија која је посведочена отприлике у то време састоји се од велике кубичне коморе са једним улазом, која је имала претходнике у предисламској храмској архитектури овог региона. Други тип се састојао од правоугаоне коморе, попречне оријентације, са више улаза и носећих стубова унутра, којој је понекад претходило двориште. Примери овога укључују џамију Сулејмана ибн Давуда (1089) у Марибу и саборну џамију у Дамару (12.–13. век). Овај тип је имао и предисламске претходнике.
Хипостилна џамија са двориштем, која је била чешћа у већем делу исламског света у то време, била је релативно ретка у раном исламском Јемену. Велика џамија у Сани, чију је изградњу наручио Омајадски калих ел Валид (р. 705–15), била је једна од ретких џамија овог типа у региону. Реконструисана је 753–4. и поново после 875. године. Потоњем приликом је обновљена са зидовима од камена и гипса и кровом од тиковине, иако су и они поправљани и обнављани током векова. Декорација џамије одражава вишеструке рестаурације, али такође представља пример најбољих уметничких техника у Јемену током векова, укључујући резбарено и фарбано дрво, резбарени камен и резбарене штукатуре. Још један пример ране хипостилне дворишне џамије у региону је Велика џамија Шибам (9.–10. век) и џамија Арва бинт Ахмад (1087–1089.) у Џибли. Велика џамија у Шибаму, као и Велика џамија у Сани, има богато осликан плафон, иако њени стубови и капители подсећају на предисламске облике. Џамија Арва бинт Ахмада је наводно била део Сулејхидове палате пре него што је претворена у џамију. За разлику од других локалних хипостилних џамија у то време, има куполу над простором испред свог михраба, што је вероватно последица Фатимидског архитектонског утицаја преко Сулејхида (који су Фатимиде признали као халифе). Његов михраб је такође најстарији сачувани добро украшени михраб у Јемену, прекривен уклесаним арабескама и има правоугаони оквир са куфским натписом. Овај дизајн је имитиран у каснијим михрабима у региону. Један од најстаријих сачуваних минарета у Јемену је мунара од цигле Велике џамије Забид ( око 1200 ).
Ајубиди су у регион увели типове џамија са куполом, као и медресе сунитског типа, али ниједна од њихових зграда у Јемену није сачувана.
Расулиди након њих били су плодни покровитељи архитектуре и овековечили су ове нове типове грађевина, под утицајем њихових политичких веза са Египтом. Расулиди су били стационирани у Таизу и тамо је опстало неколико њихових зграда, укључујући џамију Музаффарија (саградио је султан ал-Малик ал-Музафар Иусуф негде између 1249. и 1295.) и џамију Асхрафииа (задужбина султана ел Малик). Ашраф 1397–1401), од којих обе имају велике централне куполе окружене мањим куполама. Из тог времена датирају и најстарије медресе у Јемену, укључујући три у Таизу.
Током истог периода, Заиди имами у северном Јемену били су сахрањени у богато украшеним гробницама са куполама које су биле међу јединим значајним примерима ове врсте грађевина у Јемену у то време, пошто су владари Расулида обично били сахрањени у гробницама које су биле причвршћене уз њихове медресе. Доласком османске владавине у Јемену након 1538. године, архитектура у стилу Расулида је и даље била локална норма у подручјима под сунитском контролом, али су елементи османске архитектуре почели да се уводе крајем 16. века изградњом нових споменика као што су Бакирија џамија у Сани 1597.
Јемен је такође познат по својим историјским кулама, изграђеним на два или више спрата. Ове куће се разликују по облику и материјалима од региона до региона. Обично су грађени од блата (или набијене земље или опеке од блата осушене на сунцу), камена или комбинације оба, са дрветом која се користи за кровове и подове. У неким случајевима, као у Сани, доњи спратови су изграђени од тежег камена, а горњи спратови су изграђени од лакше цигле. Блато се понекад меша са сламом, а зидови се некада довршава кречом. Традиционално, приземље је могло да се користи за практичне функције као што је пољопривреда, средњи спратови су се састојали од разних мултифункционалних просторија, а горњи спрат је често имао велику пријемну собу (мафрај) са које се такође пружао најбољи поглед. Нека села и градови, као што је Рада, изграђена су око утврђене цитаделе (нпр. Цитадела Рада), друга су била опасана високим зидом од цигала (нпр. Шибам), а неке су грађене тако да су саме куће чиниле спољни зид дуж узвишења (на пример Кхавлан). Овај архитектонски стил је углавном остао непромењен стотинама година. Стари град Сана је истакнути пример архитектонског стила. Данас је САНА део УНЕСКО светске баштине, иако је њено очување угрожено јеменским грађанским ратом који је у току.

### Индијски потконтинент
Индо-исламска архитектура на индијском потконтиненту почела је у Синду у 8. веку, где су откривени остаци скупштинске џамије у Банбхореу из 725. године. Гуриди су поставили темеље Делхијског султаната и подигли споменике у северној Индији у 12. и 13. веку. Најзначајнији споменик овог периода је комплекс џамије Кутуб и Кутб Минар, које је 1190-их започео султан Кутб ал-Дин Аибак. Иницијална конструкција џамије поново је коришћена сполија из хиндуистичких и џаинистичких храмова и комплекс је постао прототип за многе џамије које су касније изграђене у региону. Ширење исламизације у региону током 14. и 15. века резултирао је појавом карактеристичнијег индо-исламског стила отприлике у то време, што је илустровано споменицима изграђеним под династијом Туглук и другим локалним државама. Између осталих карактеристика, овај стил је повећао употребу лукова, засвођених простора, купола и водених елемената, истовремено их интегришући са аутохтоним индијским архитектонским елементима. У северозападном делу потконтинента, неки значајни примери из овог периода укључују гробницу Рукн-и Алама у Мултану и саборну џамију у Ахмедабаду (1423), од којих је последња посебно хармоничан пример исламског и аутохтоног Индијски елементи комбиновани у једној згради.
Најпознатији стил индо-исламске архитектуре је мугал архитектура. Објекти у овом стилу су углавном изграђени између 1560. и 1720. године. Рана могулска архитектура развила се из постојеће индо-исламске архитектуре, али је такође следила модел тимуридске архитектуре, делом због тимуридског порекла оснивача могулске династије, Бабура.  Најистакнутији примери могулске архитектуре су серија царских маузолеја, која је започела кључном Хумајунском гробницом. Најпознатији је Таџ Махал у Агри, који је 1648. године завршио цар Шах Џахан у знак сећања на своју жену Мумтаз Махал која је умрла док је рађала њихово 14. дете. Таџ Махал је потпуно симетричан осим саркофага Шах Џахана, који је смештен изван центра у просторији крипте испод главног спрата. Ова симетрија се проширила на зграду читаве џамије у огледалу од црног мермера како би допунила џамију окренуту према Меки која се налази западно од главне структуре. Још један, нешто каснији, царски маузолеј је Биби Ка Макбара у Аурангабаду (1678) који је наручио шести могулски цар, Аурангзеб, у знак сећања на своју жену.
Могули су такође градили монументалне палате и џамије. Чувени пример шарбаг стила могулске баште су вртови Шалимар у Лахору, где се такође налази гробница Јахангира без куполе. Црвена тврђава у Делхију и тврђава Агра су огромне утврђене палате налик замку, а напуштени град Фатехпур Сикри, 42 km западно од Агре, саграђена је за Акбар крајем 16. века. Главне џамије које су изградили могулски цареви и њихова породица су Џама Масјид у Делхију, Бадшахи џамија у Лахореу и друге џамије сличног облика које су често грађене у близини или унутар других царских комплекса. Чак је и могулско племство било у стању да изгради релативно велике споменике, као на примеру џамије Вазир Кан у Лахору (1635), коју је саградио Вазир Кан када је био гувернер Пенџаба под Шах Јаханом. У каснијем могулском периоду неки локални гувернери су постали полуаутономни, што их је навело да граде сопствене споменике и улепшају сопствене регионалне престонице висококреативним локалним стиловима архитектуре. Комплекс Бара Имамбара (око 1780) који је изградио Асаф ал-Давла у Лакнау је пример креативности локалних стилова.
Декански султанати у јужним регионима индијског потконтинента су такође развили своје локалне индо-исламске деканске архитектонске стилове, о чему говоре споменици као што су Чарминар у Хајдерабаду (1591) и Гол Гумбаз у Биџапуру (1656). У источном делу индијског потконтинента, бенгалски регион је развио посебан регионални стил под независним Бенгалским султанатом, који је био распрострањен између 14. и 16. века. Овај стил укључује утицаје из Персије, Византије и Северне Индије, који су били умешани у аутохтоне бенгалске елементе, као што су закривљени кровови, угаоне куле и сложени орнаменти од теракоте. Једна од карактеристика султаната било је релативно одсуство минарета. Много малих и средњих средњовековних џамија, са више купола и уметничких ниша михраба, изграђено је широм региона. Велика џамија у Бенгалу била је џамија Адина (1374–1375), највећа џамија на индијском потконтиненту, иако је данас делимично срушена. Џамија је направљена по узору на царски сасанидски стил Персије. Још један изузетан пример који је опстао у данашњем Бангладешу је џамија Сат Гумбаз („Шездесет купола”) у Багерхату ( око 1450 ). Касније се у Мугхал Бенгалу током 17. и 18. века развио провинцијски стил под утицајем северне Индије. Могули су такође копирали бенгалску традицију кровова за маузолеје у северној Индији.
- Комплекс Кутб Минар и Кутуб минарет у Делхију, започет 1190-их и проширен од 13. до 14. века[255]
- Гробница Шаха Рукн-е-Алама у Мултану (око 1335–1340), изграђена под династијом Туглук[259]
- Ахмедабадска џамија петком (1423), која уочљиво комбинује исламске и аутохтоне индијске архитектонске форме[258]
- Џамија шездесет купола у Багерхату (око 1450.)[274]
- Хумајунова гробница у Делхију, прва потпуно развијена могулска царска гробница (1560–1570)[255]
- Фатехпур Сикри, дворски комплекс који је започео Акбар 1560-их[276]
- Соба са фонтаном у Мутаман Бурџу (1628–30), коју је додао Шах Џахан унутар тврђаве Агра коју је изградио Акбар[277]
- Вазир Кхан џамија у Лахореу (1635), позната по површинама украшеним плочицама[266]
- Црвена тврђава у Делхију, изграђена између 1639. и 1648. као цитадела нове престонице Шах Џахана[278]
- Гол Гумбаз у Биџапуру (1656)[270]
- Бадшахи џамија у Лахореу (око 1673 – 1674)[261]
- Биби Ка Макбара у Аурангабаду (1678)[264]
- Асфи џамија комплекса Бара Имамбара у Лакнау (око 1780)[279]

### Малајско-индонежански
Ислам се постепено ширио на малајско-индонезијском архипелагу од 12. века па надаље, а посебно током 15. века када је Султанат Малака доминирао регионом. Увођење ислама је било споро и постепено. Појава ислама није довела до увођења нове градитељске традиције, већ је довела до присвајања постојећих архитектонских облика, који су реинтерпретирани како би одговарали муслиманским захтјевима. Вековима, малајско-индонежанским џамијама су недостајале куполе или минарети. Оригиналне малајско-индонежанске џамије имају вишеслојне пирамидалне кровове и немају мунаре. Молитва се позива ударцем у молитвени бубањ познат као бедук. Малајско-индонежанска архитектура џамија такође садржи снажан утицај блискоисточних архитектонских стилова. Овај стил архитектуре се може наћи у дизајну џамија у Брунеју, Индонезији, Малезији, Сингапуру, Филипинима и Тајланду. Данас, са све већим муслиманским ходочашћем у Меку, малајско-индонежанске џамије развијају стандардни, интернационални стил, са куполом и минаретом.

#### Индонезија
Најстарија сачувана џамија у Индонезији је Велика џамија Демак која је краљевска џамија Султаната Демак, иако ово није најстарија исламска структура. Најстарија исламска грађевина у Индонезији су делови краљевске палате у султанату Циребон, Циребон. Комплекс палате садржи хронограм који се може прочитати као сакашки еквивалент 1454. године. Ране исламске палате задржавају многе карактеристике предисламске архитектуре која је видљива у капијама или кулама од бубња. Палата Касепухан је вероватно настала у касном предисламском периоду и наставила да се шири током прелазног периода од хиндуизма ка исламу. Комплекс садржи назнаке о фазама процеса постепених промена. Две хиндуистичке карактеристике усвојене у исламску архитектуру палате су две врсте капија - подељени портал који омогућава приступ јавном павиљону за публику и капија од надвратника која води до предњег дворишта.
- Капија џамије Панембахан Сенапати у Котагедеу, Џогџакарта.
- Велика џамија Баитурахман, Индонезија, са могулским и холандским колонијалним утицајима.
- Џамија Менара Кудус користи структуру налик хиндуистичко-будистичком храму као минарет[282]

#### Малезија
Првобитна џамија у Малезији имала је основни архитектонски стил и структуру: са четири стуба за темељ и палминим листовима за кров. У Малаки, архитектонски дизајн је мешавина локалне малајске, индијске и кинеске архитектуре. Традиционално, минарет подсећа на пагоду. Поред џамије обично се налази и древно гробље где су сахрањени неки познати проповедници и мисионари.
- Масјид Кампунг Лаут
- Месџид Захир
- Кампунг Хулу џамија
- Краљевска џамија султана Алаедина
- Палох џамија

### Кина
Прва кинеска џамија основана је у седмом веку за време династије Танг у Сијану . Велика џамија у Сиану, чије садашње зграде датирају из династије Минг, не реплицира многе карактеристике које се често повезују са традиционалним џамијама. Уместо тога, следи традиционалну кинеску архитектуру. Неке кинеске џамије у деловима западне Кине су чешће имале минарете и куполе, док су кинеске џамије на истоку чешће изгледале као пагоде.
Као  иу другим регионима, кинеска исламска архитектура одражава локалну архитектуру у свом стилу; неке кинеске џамије личе на храмове. У западној Кини, џамије подсећају на оне из арапског света, са високим, витким минаретима, закривљеним луковима и крововима у облику куполе. У северозападној Кини, где су кинески Хуи изградили своје џамије, постоји комбинација источњачког и западног стила. Џамије имају раширене кровове у будистичком стилу постављене у ограђена дворишта у која се улази кроз лучне пролазе са минијатурним куполама и минаретима.

### Волга Татари
Татарска архитектура је еволуирала кроз периоде Златне Хорде, татарских каната и под влашћу Руског царства. Многе традиционалне татарске џамије које су изградили Волшки Татари имају двоводни кров и минарет постављене у центру џамије, изнад крова, а не са стране или угла зграде. Примери таквих џамија преживели су из 18. и 19. века и обновљени су у модерно доба. Овај стил се такође налази међу дрвеним џамијама литванских Татара, чија је џамијска архитектура била под утицајем Казанских (волшких) Татара. Други тип џамија, са куполастим кровом и минаретом изнад улаза, појавио се средином 19. века.

### Сахел и Западна Африка
У западној Африци, муслимански трговци су играли виталну улогу у западном региону Сахела од 9. века кроз транссахарске трговинске мреже. Исламска архитектура овог региона дели одређени стил, широк спектар материјала и локалних стилова у широком географском опсегу. Сматра се да је мноштво могућих утицаја на ову архитектуру. Северноафричка и андалузијска архитектура на северу су можда биле једна од њих, са постојањем квадратних минарета који су вероватно одражавали утицај Велике џамије у Каируану. Локалне или аутохтоне паганске културе су такође могле имати утицај на каснију исламску архитектуру у региону. У сушнијим регионима западне Сахаре и северног Сахела, камен преовлађује као грађевински материјал и његова употреба се често повезује са берберским културама. У јужном Сахелу и регионима савана, цигла од блата и набијена земља су главни материјал и сада се повезују са најмонументалнијим примерима исламске архитектуре западне Африке. На неким местима, као што су Тимбукту и Уалата, оба грађевинска материјала се користе заједно, са каменим конструкцијама или прекривеним или везаним блатним малтером.
Најраније џамије откривене у подсахарској Африци налазе се у Кумби Салеху (у данашњој јужној Мауританији), бившој престоници Царства Гане. Овде је откривена џамија која се састојала од дворишта, молитвене сале и квадратне мунаре, изграђене у сувом камену прекривеном црвеним блатом које се користило као малтер. И на спољашњости и на унутрашњости џамије овај малтер је осликан флоралним, геометријским и епиграфским мотивима. Слична камена џамија из истог периода пронађена је у Авдагусту. Обе џамије су углавном датирана на период између 9. и 14. века. Чини се да је џамија Кумби Салех прошла кроз више фаза изградње од 10. века до раног 14. века. У Кумби Салеху, мештани су живели у настамбама у облику куполе у краљевском делу града, окружене великим ограђеним простором. Трговци су живели у каменим кућама у делу који је имао 12 прелепих џамија (како их је описао Ал-Бакри), од којих је једна била усредсређена на џуму. За краља се каже да је поседовао неколико вила, од којих је једна била дуга 20,1 метара, широка 12,8 метара, садржала је седам соба, била је висока два спрата и имала степениште; са зидовима и одајама испуњеним скулптурама и сликама.
Како је исламизација напредовала широм региона, развило се више варијација у архитектури џамија, укључујући усвајање традиционалних локалних облика који раније нису били повезани са исламском архитектуром. Минарети су попримили више пирамидални изглед и постали су степенасти или слојевити на три нивоа, као што је пример торањ џамије-гробнице Аскије ал-Хаџ Мухамеда у Гаоу (данашњи Мали). У Тимбуктуу, џамија Санкоре (основана у 14.-15. веку и обновљена у 16. веку, са каснијим доградњама), имала је минарет и салу за молитве са низовима лукова. Присуство минарета који се сужавају такође може да одражава културне контакте са регионом М'заб на северу, док украс пронађен у Тимбуктуу може одражавати контакте са берберским заједницама на територији данашње Мауританије. У земљаној (блатној) архитектури региона, Ендрју Петерсен разликује два главна стила: „западни” стил који може имати своје корене у Дјеннеу (данашњи Мали) и „источни” стил повезан са архитектуром Хауса који можда има своје корене у Каноу (данашња Нигерија). Источни или Хауса стил је генерално јаснији по питању спољашњости зграда, али га карактерише разноврсна унутрашња декорација и много већа употреба дрвета. Џамије често имају молитвене сале са стубовима који подржавају равне или благо куполасте кровове од дрвета и блата. Изузетан пример је Велика џамија Зарија из 19. века (данашња Нигерија). Западни или „судански” стил карактеришу разрађеније и украшеније спољашње фасаде чије композиције наглашавају вертикалност. Имају контрафоре који се сужавају са врховима у облику конуса, џамије имају велики торањ изнад михраба, док су у зидове често уграђени дрвени колци који се користе за скеле, али можда и у неке симболичне сврхе.
Више хибридних стилова је такође настало јужније и на ивици исламизованих области. У региону Фута Џалон, у Гвинејском горју, џамије су грађене традиционалног правоугаоне или квадратне базе, али су тада покривене огромним купастим сламнатим кровом који штити од кише. Ова врста крова била је постојећа карактеристика традиционалних кружних колиба у којима су живели мештани, поново прилагођених да покрију нове правоугаоне џамије када су претежно муслимански народ Фула населили регион у 18. веку. Многи друге грађевине које укључују традиционалну архитектуру су потврђени у истом региону који се преклапа са јужним Сенегалом, западним Малијем и Буркином Фасо.
Током француске колонијалне окупације Сахела, француски инжењери и архитекте су имали улогу у популаризацији „неосуданског” стила заснованог на локалној традиционалној архитектури, али наглашавајући симетрију и монументалност. Велика џамија у Ђенеу, која је раније настала у 14. веку, али је срушена почетком 19. века, је поново изграђена 1906–1907 под управом Исмаиле Траоре и уз вођство француских инжењера. Сада је највећа земљана грађевина у подсахарској Африци. Служила је као модел за нови стил и за друге џамије у региону, укључујући Велику џамију Мопти коју је изградила француска администрација 1935. Друге џамије из 20. века и новије џамије у западној Африци су имале тенденцију да реплицирају генеричнији стил сличан оном у модерном Египту.

### Сомалија
Ширење ислама у раном средњем веку историје Сомалије донело је исламске архитектонске утицаје из Арабије и Персије, што је стимулисало прелазак са сувог камена и других сродних материјала у грађевинарству на корални камен, сушене цигле и широку употребу кречњака у архитектури Сомалије. Многи од нових архитектонских грађевина, као што су џамије, изграђени су на рушевинама старијих грађевина, што је пракса која ће се наставити изнова и изнова током наредних векова. У складу са древним присуством ислама у региону Рога Африке, џамије у Сомалији су неке од најстаријих на целом афричком континенту. Једна архитектонска карактеристика по којој се сомалијске џамије разликују од осталих џамија у Африци су минарети.
Вековима су Арба Рукун (1269), џамија Мерка (1609) и Факр ад-Дин (1269) биле су једине џамије у источној Африци које су имале минарете. Факр ад-Дин, који датира из златног доба Могадишана, изграђен је од мермера и коралног камена и укључивао је компактан правоугаони план са куполастом осовином михраба . У декорацији михраба коришћене су и глазиране плочице, од којих једна има датиран натпис. Универзитет Ал Гами из 13. века састојао се од правоугаоне основе са великом цилиндричном кулом која је архитектонски јединствена у исламском свету.

## У савремено доба
У савремено доба, архитектура исламских грађевина, не само верских, доживела је извесне промене. Нови архитектонски стил се не придржава истих основних аспеката који су виђени у прошлости, али џамије већином и даље имају исте делове. Утицај ислама још увек прожима сам стил стварања и пружа концептуални оквир. Такође је био под утицајем садашњег сусрета многих различитих култура, као што су европски стилови који се сусрећу са исламским стиловима, што је довело до тога да исламски архитекти уграде карактеристике других архитектонских и културних стилова.

### Урбанистички дизајн и ислам
Урбани дизајн и традиција исламске архитектуре почели су да се комбинују да би формирали нови 'неоисламски' стил, где се ефикасност урбаног стила спаја са духовношћу и естетским карактеристикама исламских стилова. Исламска архитектура сама по себи је стил који приказује вредности и културу ислама, али у модерним временима држање традиције испада из праксе, па је формиран комбиновани стил. Примери који то показују су места као што су аеродром Маракеш Менара, Исламски културни центар и Музеј толеранције, Masjid Permata Qolbu, концепт џамије која нестаје и Mazar-e-Quaid. Све ове грађевине показују утицај ислама на њих, али и покрете попут минимализма који су све популарнији у архитектонском пољу. Дизајнери који користе аспекте и модерних и исламских стилова пронашли су начин да имају модернизам инспирисан Западом са класичним културним аспектима исламске архитектуре. Овај концепт, међутим, покреће контроверзу на тему идентитета исламске заједнице.

### Расправе о статусу архитектонског стила
Постоје појединци који расправљају о томе да ли се исламска архитектура заиста може назвати стилом, пошто се верски аспект посматра као одвојен и нема никаквог утицаја на архитектонски стил, док са друге стране људи такође тврде да новооткривени тренд и дивергенција од стила старе исламске архитектуре је оно што узрокује да стил губи свој статус. Постоје научници који такође верују да се препознатљиве карактеристике стила исламске архитектуре нису нужно налазиле у архитектури, већ су то били маркери животне средине, као што су звуци молитве, град око њега, догађаји који су се тамо десили. Наведен пример је да заиста можемо знати да је зграда џамија само по ономе што се тамо дешава, а не по визуелним знацима. Исламска архитектура се такође понекад назива „скривеном архитектуром” и описивина је као архитектура показује нужно физичке карактеристике стила, већ је нешто што се доживљава.

## Везе и дубља значења
Исламска архитектура је занемарен предмет у оквиру историјских студија светске архитектуре. Многи научници који проучавају историјску архитектуру често прешћутују, ако не и потпуно игноришу исламске структуре. Ово је узроковано вишеструким елементима.
Неки аутори су покушали да припишу мистичну или математичку симболику различитим аспектима исламске архитектуре. Међутим, иако ова симболичка значења могу бити прихватљива за одређене специфичне грађевине, она нису нужно применљива на остатак исламске архитектуре.

### Верске и друштвене везе
За разлику од хришћанства, ислам не сензационализује жива бић, јер се такав чин гледа као на сукоб са Кур'аном. Са исламске тачке гледишта, све што је Бог створио је под његовим наређењем и стога не треба бити идолизован. Ово изоставља типичне религиозне западњачке симболе ван слике и замењује их нагласком на сложеним геометријским облицима и шарама.
Постоји неколико аспеката исламске архитектуре којима према савременом знању недостаје симболично религиозно значење, али постоје везе које постоје. Понављан и значајан мотив у џамијама је калиграфија. Калиграфија игра огромну улогу у пружању верских веза кроз уметнички дизајн. Калиграфија, у џамијском окружењу, се посебно користи за упућивање на изводе и из Кур'ана и Мухамедовог учења. Ове референце су једна од ретких религијских веза које архитекте укључују у свој рад.

#### Статус и хијерархија
Исламска архитектура се веома разликује широм света. Конкретно, неке џамије имају другачије намене од других. Ове намере често су истицале верске и друштвене хијерархије унутар џамије. Џамије су осмишљене тако да су најмање значајне делови најближи улазу. Како се људи крећу дубље у објекту, откривају се значајнија верска подручја. Хијерархија је такође присутна јер су одређени исламски архитекти задужени да пројектују посебно за присуство краљевске породице, иако су у исламском веровању сви муслимани у џамији једнаки. Одређене локације су пажљиво одабране у џамији како би се истакла нечија позиција у друштву. Овај нагласак би се могао ставити на видјело свим учесницима, постављањем у жариште умјетности или максуром.
Одржавање социолошке хијерархије унутар џамије обично би представљало признање од стране вишег бића, свесног делегирања моћи. Ова хијерархија постоји, али не са било којом врстом религиозне поруке, као што Хиленбранд истиче, „ни у једном случају ова хијерархија се не користи за посебно важне циљеве”. Хијерархија постоји у различитим облицима, али је намењена искључиво у функционалне сврхе.

### Структуралне намере
Дубља значења у исламској архитектури често се обликују као функционалне сврхе. На пример, џамије су изграђене око идеје да не би требало да буду само место очаравајуће естетике, већ и место где флуидност естетике води особу у исправно обожавање.
Кључна карактеристика џамије је михраб, универзални део сваке исламске богомоље. Михраб се лако може препознати кроз зид који се повлачи и забат изнад главе који се често састоји од замршених шара. По уласку, најважнија верска функција којој архитектура џамије служи је кибла. Кибла је неопходна за исправно исламско клањање, а приказује се архитектонским средствима.

## Претње и очување
Неки истакнути примери исламске архитектуре, као што су Цитадела и Велика џамија у Алепу, претрпели су значајну штету у грађанском рату у Сирији и другим ратовима на Блиском истоку.